# Felix the Cat
Felix The Cat — видеоигра, выпущенная в 1992 году для платформы NES, а в 1993 — для Game Boy. Игра разработана японской компанией Shimada Kikaku и издана компанией Hudson Soft по мотивам мультфильмов с участием Кота Феликса. Версия игры для Game Boy практически идентична версии для NES, но содержит меньшее количество уровней.
28 марта, 2024 года компания Konami переиздала игру на игровых консолях PS4, PS5 и Nintendo Switch.

## Сюжет
Злой профессор хочет заполучить волшебную сумку, принадлежащую Феликсу, для этого он похищает его возлюбленную Китти.
Игрок, управляя Котом Феликсом, должен добраться до убежища профессора и спасти свою возлюбленную.

## Игровой процесс
Герой игры может прыгать и атаковать противников. Многократное нажатие кнопки прыжка используется для полёта и плавания. Типы атак изменяются в зависимости от волшебной стадии, достигнутой Феликсом. При падении кота в пропасть или при окончании отсчёта установленного счётчика времени Феликс теряет одну жизнь, вне зависимости от своей волшебной стадии. Каждая волшебная стадия увеличивает силу оружия, а также, в большинстве случаев, предоставляет новый транспорт для передвижения.
Волшебные стадии (кроме базовой) обладают ограниченным запасом энергии, которая убывает со временем и восполняется молоком. Если энергия кончается, Феликс теряет одну волшебную стадию.

## Миры

Один из первых уровней игры и игровой интерфейс

Всего в игре девять миров, как правило, с тремя уровнями («раундами») каждый. В конце каждого мира (кроме одного) игроку предстоит встреча с боссом.
- Первый мир травяной и полностью сухопутный. Босс — Poindexter. За победу даётся 10 000 очков.
- Во втором мире первый уровень проходит в воздухе, оставшиеся два — на суше. Босс — пёс Rock Bottom; за победу даётся 20 000 очков.
- Третий мир состоит из двух сухопутных уровней в начале и из третьего — в воздухе. Босс — Master Cylinder; за победу даётся 30 000 очков.
- Четвёртый мир сначала преодолевается по суше, затем на воде, и в заключение, — под водой. Босс — рыба Gulpo; за победу даётся 40 000 очков.
- Пятый мир вначале преодолевается в джунглях по суше, затем по воздуху, и затем снова по суше. Босс — злой клон Феликса; за победу даётся 50 000 очков.
- Шестой мир включает в себя надводное и подводное путешествие, без третьего уровня. Босс — Master Cylinder; за победу даётся 60 000 очков.
- Седьмой мир снежный и сухопутный. Босс — Poindexter; за победу даётся 70 000 очков.
- Восьмой мир состоит из одного уровня — космического, без босса.
- Девятый, заключительный мир, полностью сухопутный. Вы попадёте в логово профессора. Босс — Professor Nutty Nut-Meg; за победу даётся 90 000 очков.

Иногда между мирами происходит телефонная беседа между Феликсом и злым профессором.

## Оценки и отзывы
| Русскоязычные издания  | Русскоязычные издания |
| Издание                | Оценка                |
| ---------------------- | --------------------- |
| Энциклопедия игр Dendy | [ 2 ]                 |

## Сиквелы и продолжения
Был пиратский сиквел — Felix The Cat от Dragon Co. Это нелицензионная и пиратская игра в жанре платформер, разработанная и изданная компанией Dragon Co. в 1998 году. Она не имеет никакого отношения к официальной игре от Hudson Soft Felix The Cat, выпущенной в 1992 году, но игровой процесс этих двух игр очень похож.
В 1995 году вышла пиратская игра «Felix vs Jerry». Это хак игры «Tiny Toon Adventures», разработанной и изданной компанией Konami в 1991 году для игровой приставки NES. Как и в большинстве хаков, изменена только графика, а оригинальные уровни, музыка, цвета и текст сохранены. Четыре оригинальных персонажа (Бастер Банни, Плаки Дак, Диззи Дэвил и Пушок) были заменены на Кота Феликса (в оригинале он чёрный, а в игре красный), Вудстока из «Peanuts» и двух, казалось бы, оригинальных персонажей соответственно, а общий враг-мышь теперь Джерри из «Тома и Джерри» (в оригинале он коричневый, а в игре розовый). Монтана Макс, Бэбс Банни и акула заменены на Джерри, Китти Кэт и Джабберджо во вступлении, хотя они остаются нетронутыми в самой игре. Конкорд Кондор в заставке в конце уровня также получил шляпу Микки Мауса. Самое странное изменение — экран окончания игры, на котором красная крыса (заменившая Маленького Бипера) преследуется злым Сильвестром из «Looney Tunes» (заменившим Каламити Койота).
Сюжет этой истории основан на старом мультфильме Феликса под названием «The Goose That Laid the Golden Egg».
В декабре 2007 года были выпущены игры на мобильных устройствах — Felix the Cat: Contra os Inimigos и Felix the Cat: A Bomba-Relógio. Обе игры разработаны и изданы бразильской компанией MDEV. В игре Felix the Cat: Contra os Inimigos Кот Феликс сражается против Профессора, Мастера Цилиндра и Вавума, а в игре Felix the Cat: A Bomba Relogio должен собрать как можно больше бомб с часовым механизмом, которые Мастер Цилиндр бросил в свою сумку. Для этого нужно остерегаться опасных существ, которые находятся под водой. Игрок должен уворачиваться от врагов и собирать бомбы, прежде чем они взорвутся. Чтобы Феликс не терял воздух, нужно собрать все пузырьки, чтобы дышать ими. В игре использованы музыка и спрайты из игры Felix the Cat 1992 года.
Где-то в начале 2010-м году был выпущен неофициальный порт на Sega Mega Drive от Kudos. Имеется только 12 уровней, отсутствие боссов и шокирующий экран Game Over, который взят с дизайна футболки от Dozign под названием «Felix the Cat Unmasked».
28 марта 2024 года Konami перевыпустила обе версии с NES и Game Boy на нынешней игровых поколений.

### Публикации
- Felix the Cat // Энциклопедия лучших игр для Dendy, выпуск второй. — СПб.: «Нева-Визит», 2002. — С. 105–121. — 208 с. — ISBN 5-93603-065-2.